# Моран, Ронни
Рональд Моран (англ. Ronald Moran; 28 февраля 1934, Crosby, Мерсисайд — 22 марта 2017, Ливерпуль, Северо-Западная Англия) — английский футболист, известен по выступлениям за «Ливерпуль».

## Биография

### Игровая карьера
Моран всю футбольную карьеру играл за «Ливерпуль», за который дебютировал 22 ноября 1952 года в матче чемпионата страны против «Дерби Каунти»; матч закончился поражением «красных» со счётом 3:2. В сезоне 1955/56 Моран стал основным игроком «Ливерпуля», который в то время играл во Втором дивизионе.
В 1959 году Моран стал капитаном «Ливерпуля», став частью команды с которой в 1962 году выиграл Второй дивизион и в 1964 году стал чемпионом страны. Всего за «Ливерпуль» Моран сыграл 379 матчей во всех турнирах и в 1968 году завершил карьеру в возрасте 34 лет.

### Тренерская карьера
Моран был известен под прозвищем «Мистер Ливерпуль» («Mr Liverpool»), поскольку после завершения игровой карьеры посвятил «красным» более 30 лет своей жизни. Он работал тренером резервной команды, входил в тренерский штаб «Ливерпуля» под руководством легендарного тренера Билла Шенкли, был физиотерапевтом и исполняющим обязанности главного тренера «Ливерпуля» в 1991 и 1992 годах и в 1999 году Моран окончательно ушёл на пенсию.

### Смерть
Скончался 22 марта 2017 года после продолжительной болезни в возраста 83 лет.

## Достижения
«Ливерпуль»
- Победитель Первого дивизиона (1) : 1963/64
- Победитель Второго дивизиона (1) : 1961/62
- Обладатель Суперкубка Англии (1) : 1964